# Tom Butler
Tom Butler (Ottawa, Ontario, 1 de febrero de 1951) es un actor canadiense de cine y televisión.
Es más conocido por su papel televisivo en la serie de ciencia ficción, Sliders como Michael Mallory, el padre de Quinn Mallory en el episodio piloto, y repitió su papel en el episodio de la segunda temporada Gillian of the Spirits. Butler apareció en Hostage Rescue Team (2001) como el agente especial David Nelson.
Butler ha aparecido en varias películas, como Renegades (1989), Ernest Rides Again (1993), First Target (2000), Freddy vs. Jason (2003), Everything Gone Green (2006), Sonic the Hedgehog (2020),Sonic the Hedgehog 2 (2022) y Sonic the Hedgehog 3 (2024).
¡Butler apareció en series como Highlander: La serie, The Commish, The Outer Limits, Stargate SG-1, Smallville, Check It Out!, The Secret Circle, The Killing', y como personaje recurrente en Gracepoint. En 2013, protagonizó 9 temporadas de la serie Sobrenatural, interpretando a Jim Myers. En 2016, apareció en Autumn in the Vineyard para el Hallmark Channel.

## Filmografía
- Drying Up the Streets (1978) as Younger Cop
- Cementhead (1979)
- Murder by Phone (1982) as Detective Tamblyn
- Murder in Space (1985) (TV) as Maj. Kurt Steiner
- Head Office (1985) as Security Monitor
- The Climb (1986) as Willy Merkel
- Confidential (1986) as Edmund Eislin
- Milk and Honey (1988) as Steven Wineberg
- Martha, Ruth and Edie (1988)
- Renegades (1989) as Detective Geddles
- Scanners II: The New Order (1991) as Doctor Morse
- The Diamond Fleece (1992) as Gordon Pritchard
- Guilty as Sin (1993) as D.A. Heath
- Ernest Rides Again (1993) as Dr. Radnor T. Glencliff
- X-Files
  - Ghost in the Machine (1993) as Benjamin Drake
  - Colony (1995) as Agente Ambrose Chapel
- Red Sun Rising (1994) as Mercenary
- Death Match (1994) as Fighter
- The Outer Limits (Guest role, episode "Valerie 23", 1995)
- Maternal Instincts (1996) as Dr. Milton Shaw
- Question of Privilege (1999) as Tate Aldridge
- First Target (2000) as Senator Jack “JP” Hunter
- Life-Size (2000) as Phil
- Less Apart (2000) as Lawyer
- Josie and the Pussycats (2001) as Agent Kelly
- Freddy vs. Jason (2003) as Dr. Campbell
- I Accuse (2003) as Warren Hart
- Miracle (2004) as Bob Allen
- The Score (2005) as JP Martineau
- Snakes on a Plane (2006) as Captain Sam McKeon
- Everything Gone Green (2006) as Ryan's Dad
- Code Name: The Cleaner (2007) as Crane
- Shooter (President) (2007) as President
- That One Night (2008) as Mr. Wilcox
- Crime (2008) as Coach
- The A-Team (2010) as Judge Advocate #1
- The Killing (2011–2012) (TV) as Mayor Lesley Adams
- Primeval: New World (Guest role, 2012, TV) as Drake
- Fringe (Guest role, episode "Black Blotter", 2012, TV) as Richard
- The Dick Knost Show (2013) as Matt
- Supernatural (2014, TV) as Jim Meyers
- Primary (2014) as Karl Jaspar
- Gracepoint (2014, TV) as Chief Morgan
- Fifty Shades of Grey (2015) as WSU University President
- Tomorrowland (2015) as Police Captain
- Autumn in the Vineyard (2016, TV) as Charles Baldwin
- Chesapeake Shores (recurring role, 2016–2018, TV) as Lawrence Riley
- Loudermilk (recurring role, 2017-2020, TV) as Jack Loudermilk
- Rogue (recurring role, 2017, TV) as Monty Annou
- Salvation (recurring role, 2018, TV) as Speaker Barnes
- Sonic the Hedgehog (2020) as Vice Chairman Walters
- Sonic the Hedgehog 2 (2022) as Commander Walters
- Sonic the Hedgehog 3 (2024) as Commander Walters